# Ogród Botaniczny Leśnego Parku Kultury i Wypoczynku „Myślęcinek”
Ogród Botaniczny Leśnego Parku Kultury i Wypoczynku „Myślęcinek” – miejski ogród botaniczny w Bydgoszczy o powierzchni 60 ha, założony w latach 1980–1983, położony w obrębie Leśnego Parku Kultury i Wypoczynku w Bydgoszczy.

## Lokalizacja
Ogród znajduje się w północno-wschodniej części Leśnego Parku Kultury i Wypoczynku w Bydgoszczy. Znajduje się on w całości na obszarze Parku Krajobrazowego Doliny Dolnej Wisły. Został zlokalizowany w rozczłonkowanej dolinie Strugi Myślęcińskiej, w obrębie północnej krawędzi Pradoliny Toruńsko-Eberswaldzkiej.
Na terenie położonym między północną granicą Ogrodu Botanicznego LKPiW, a ul. Jeździecką, znajduje się Ogród Botaniczny IHAR, należący do bydgoskiego oddziału Instytutu Hodowli i Aklimatyzacji Roślin.

## Historia
Budowę Ogrodu rozpoczęto w 1980 r. według projektu prof. dr hab. inż. Edwarda Bartmanna z SGGW z 1977 roku. Projekt przewidywał maksymalne wykorzystanie naturalnych warunków siedliskowych w tworzeniu zbiorowisk roślinnych. Ogród obejmuje powierzchnię 60 ha, z możliwością jej powiększenia do 80 ha, co stawia ogród w Bydgoszczy na drugiej pozycji w Polsce pod względem obszaru. Wśród wielu wzniesień o różnym nachyleniu stoków i wysokości (68–94 m n.p.m.) poprzedzielanych jarami wkomponowano alejki spacerowe. Wzdłuż Myślęcińskiej Strugi powstało 13 stawów kaskadowych o różnicy poziomów 20,5 m, na łącznej długości 1 km i powierzchni 2,2 ha.
W 1982 r. rozpoczęto nasadzenia zbiorowisk leśnych, oraz ogrodów rodzajowych, a następnie urządzono alpinarium w dawnym wyrobisku piasku, o złożonej rzeźbie terenu, ze stromiznami, obrywami i uskokami pochodzenia naturalnego.
W 2001 r. prof. Stanisław Balcerkiewicz i dr Maciej Korczyński uszczegółowili koncepcję programową i przestrzenną ogrodu, przedstawiając projekt – „Arboretum – dendroflora wybranych formacji roślinnych świata”. Centralną część nowej ekspozycji zaprojektowano w północnej części ogrodu na rozległym płaskowyżu. Dominują tu gatunki z Ameryki Północnej i Azji. Na realizację tego zadania uzyskano w 2006 r. środki z Unii Europejskiej. Posadzono w sumie 1600 drzew i krzewów liściastych i 180 iglastych. Natomiast w 2005 r. na wschodnim stoku Ogrodu powstał ogród motyli, tzn. kolekcja roślin długo kwitnących, która zwabia motyle.
W 2017 r. kosztem 500 tys. zł przeprowadzono remont głównej alei, wymieniając dotychczasową nawierzchnię asfaltową na kamienną kostkę.

## Ukształtowanie terenu
Ogród cechuje się dużym zróżnicowaniem zarówno pod względem rzeźby terenu jak i budowy geologicznej. To zróżnicowanie jest wynikiem sąsiedztwa Wysoczyzny Świeckiej i Pradoliny Noteci-Warty oraz obecności Strugi Myślęcińskiej, która kształtuje rzeźbę terenu. Najbardziej urozmaiconym pod względem rzeźby terenu jest południowy kraniec ogrodu, gdzie deniwelacje dochodzą do 26 m wysokości względnej, a liczne wzniesienia różnią się nachyleniem stoków i wysokości. Krawędź wysoczyzny morenowej przebiega w kierunku wschód – zachód. Na północ od krawędzi znajduje się rozległy płaskowyż, który od wschodu i zachodu ograniczony jest ciekami wodnymi Pozostała część terenu to liczne pagórki, grzbiety, niecki denudacyjne.
W rozplanowaniu ogrodu podkreślono oś Strugi Myślęcińskiej, która jest osią kompozycyjną i widokową kolekcji. Eksponowana jest również oś widokowa w kierunku lasów na Zaciszu.

## Gleby
Gleby terenu Ogrodu należą do klasy gleb brunatnoziemnych, w typach: gleby brunatne właściwe, gleby brunatne wyługowane, gleby płowe. Kwasowość tych gleb waha się w szerokich granicach od kwaśnych w lesie bukowym (pH 3,3) do lekko zasadowych (pH 7,3) na pozostałym obszarze. W dolinach cieków wodnych występują gleby deluwialne, zaliczane częściowo do czarnoziemnych. Są to gleby podmokłe, z płytkim zaleganiem wody gruntowej, silnie oglejone.

## Charakterystyka biologiczna
Przeważającą część obszaru zajmuje ekspozycja terenowa drzew, roślin zielnych i krzewów o parkowo-naturalistycznym charakterze.
W 2010 r. w ogrodzie znajdowało się 820 gatunków roślin, w tym 460 gatunków roślin dziko rosnących.
Podstawę układu stanowią krajowe zbiorowiska leśne oraz ich formy przejściowe, w postaci większych grup drzewostanów zwartych, luźnych zadrzewień oraz drzew pojedynczo eksponowanych. Drugim podstawowym układem są zbiorowiska łąkowe, występujące w formie naturalnych łąk, muraw i trawników. Oprócz tego utworzono ogrody rodzajowe, np. ogród roślin iglastych, ogród drzew i krzewów liściastych, ogród kwitnącej wiśni i jabłoni oraz kolekcje, np. żywotników, dereni, grzybieni, roślin zimozielonych itp. Oprócz roślinności rodzimego pochodzenia, w Ogrodzie Botanicznym znajdują się stanowiska głównych formacji leśnych z innych kontynentów, zwłaszcza w utworzonym w 2006 r. arboretum. Są w nim prezentowane lasy Ameryki Północnej (dębowo-tulipanowcowe, dębowo-orzesznikowe, wiązowo-klonowe, bukowo-klonowe), lasy Azji i Europy Południowej (lasy wielkolistne, liściaste z magnoliami, ciepłolubne dębowe lasy mieszane), wilgotne lasy podzwrotnikowe, lasy euksyńskie (mezofilne lasy liściaste oraz lasy olszowe), roślinność tundry, dendroflora terenów pustynnych (roślinność twardolistna, drzewa obszarów preriowych, dendroflora terenów wydmowych, chłodnych pustyń i półpustyń), a także kolekcje i ekspozycje tematyczne, m.in.: buków, klonów, róż, wrzosowatych, rośliny prawnie chronione, rośliny zimozielone, ogród wiosenny.

### Działy i kolekcje roślinne

#### Zbiorowiska roślinne Polski
Największy dział (20 ha) obejmujący:
- zbiorowiska leśne pochodzenia naturalnego: łęg olszowy, las brzozowy z brzozą brodawkowatą, grąd, 70-letni las bukowy z dominującym bukiem zwyczajnym;
- zbiorowiska leśne pochodzące z nasadzeń (10 ha): grąd subkontynentalny lipowo-grabowy, las bukowo-dębowy z dębem bezszypułkowym, buczyna acidofilna, subatlantycki nizinny las dębowo-grabowy, świetlista dąbrowa typu kontynentalnego;
- zbiorowiska łąkowe – wilgotne łąki, łąki świeże, łąki ubogie i wrzosowiska;
- zbiorowiska roślinności wodnej, szuwarowej, bagiennej, torfowisk wysokich i niskich – w otoczeniu 13 kaskadowych stawów, urządzonych wzdłuż Strugi Myślęcińskiej; w stawach wykształciły się oczerety;

#### Arboretum
Obejmuje kolekcję drzew owocowych starych i współczesnych odmian oraz ścieżka Agro z roślinami użytkowymi (zbożami, roślinami przemysłowymi, okopowymi, motylkowymi, leczniczymi);

#### Ogród roślin iglastych
Zajmuje zbocza głębokiej dolinki otwierającej się do Doliny Strugi Myślęcińskiej. Jest to amfiteatralna kompozycja drzew i krzewów, m.in. jodeł, świerków, jałowców, cyprysików, daglezji, mikrobiot, miłorzębi, żywotników.

#### Alpinarium
Zajmująca ok. 2 ha – kolekcja roślin górskich położona jest w środkowo-zachodniej części Ogrodu Botanicznego, w dawnym wyrobisku piasku. Cechuje go złożona rzeźba terenu z wyraźnymi stromiznami, obrywami i uskokami pochodzenia naturalnego oraz sztucznie utworzonymi formami górskimi, np. ścianami, piargowiskami, graniami, gdzie względne różnice wysokości dochodzą do 20 m.
Główną część alpinarium tworzą siedliska wapienne, które zajmują powierzchnię 1 ha. Jest to teren wyrobiska o największych deniwelacjach względnych. Jego stromizny są ścianami skalnymi, gdzie umieszczono kolekcję gatunków szczelinowych i wyleżyskowych. Skalny wąwóz prowadzi do parowu pomiędzy wzniesieniami, porośniętymi zbiorowiskami leśnymi. U podnóża ścian znajduje się zbiornik wodny z wymuszonym obiegiem wody, do którego wpływa potok z ukształtowaną po drodze kaskadą wodną, co umożliwia rozwój roślin ziołoroślowych. Na linii grzbietu zamykającej część wapienną alpinarium znajduje się grań widokowa. Między wapiennymi głazami rośnie m.in. szarotka alpejska, dębik ośmiopłatkowy, goździk alpejski i wiele innych roślin.
Ogród roślin górskich acidofilnych zajmuje powierzchnię 0,3 ha i znajduje się w jego południowej części. Podłoże dla roślin stanowią liczne półki i progi granitowe na stoku. Zbocza porasta m.in. kosodrzewina i sosna limba. Na wysoczyźnie urządzono kamienny krąg z głazów narzutowych na podobieństwo kręgów kamiennych w Odrach. Wschodnia część alpinarium o powierzchni 0,3 ha została ukształtowana w formie dolinki z głazami narzutowymi o miękkich kształtach, różnorodnej fakturze i kolorystyce. Znajduje się tu ogród siedlisk polodowcowych, gdzie zgromadzono rośliny charakterystyczne dla Pomorza, a szczególnie rośliny zielne typowe dla Borów Tucholskich.
Obszar alpinarium umożliwia gromadzenie i ekspozycję nie tylko flory górskiej Polski, ale także przedstawienie fitokrajobrazów typowych dla rejonów górskich Ameryki Północnej, Azji i Europy. Z alpinarium możliwe jest przejście na Górę Myślęcińską, skąd rozpościera się szeroka panorama Bydgoszczy.

#### Kolekcje rodzajowe
Obejmuje m.in. ogród różaneczników, sosen, rododendronów, lilaków, berberysów, brzóz, buków, dębów, klonów amerykańskich, europejskich i azjatyckich, olch, wrzosów, żywotników, ogród kwitnącej wiśni i jabłoni, magnolii, tawuł, dereni.

#### Ekspozycje tematyczne
Dział mający charakter edukacyjny, obejmuje m.in. ogród motyli, ogród wiosenny, rośliny ciepłolubne, drzewa o wielkich liściach, ogród krzewinek, rośliny biblijne, pnącza, rośliny chronione, rośliny Pomorza i Kujaw, rośliny zimozielone, piętrowe zasięgi drzew w górach, szereg wilgotnościowo-troficzny drzew występujących w Polsce, mieszańce – rodzice i dzieci, płeć u roślin.

#### Ścieżka botaniczna dla niewidomych i niedowidzących
Pierwsza w Polsce ścieżka botaniczna dla niewidomych utworzona w 1999 r. na terenie ogrodu. Na blisko 4 tys. metrów kwadratowych, wzdłuż 300–metrowej barierki posadzono ok. 150 roślin. Każda posiada „metryczkę” zapisaną pismem Braille’a.

## Dyrektorzy
- mgr inż. Karol Dąbrowski

## Godziny otwarcia
Ogród otwarty jest przez cały rok od godziny 9:00 do zmroku. Wstęp jest bezpłatny.